# Kaldrma
Kaldrma je selo u općini Gračacu, Hrvatska.
Nalazi se u jugoistočnoj Lici, tik uz granicu s BiH, s njene zapadne strane. Cestom prema jugu se dolazi u Tiškovac Lički. Prema sjeveru se dolazi u selo Dugopolje.
Jugoistočno od sela prolazi željeznička pruga.

## Stanovništvo
2011. godine je prema popisu u njemu živio 31 stanovnik.
| broj stanovnika | 246   | 252   | 192   | 219   | 239   | 268   | 230   | 281   | 181   | 189   | 212   | 209   | 193   | 175   | 23    | 31    | 20    |
|                 | 1857. | 1869. | 1880. | 1890. | 1900. | 1910. | 1921. | 1931. | 1948. | 1953. | 1961. | 1971. | 1981. | 1991. | 2001. | 2011. | 2021. |

## Znamenitosti
Sjeverozapadno od željezničke postaje u Kaldrmi se nalazi jezero. Za taj tršćak se pretpostavlja da čini bifurkaciju: dio vode završava preko Une u Crnom moru, a drugi dio preko Krke u Jadranskom moru.

## Vanjske poveznice
- Panoramio  Arhivirana inačica izvorne stranice od 15. listopada 2016. (Wayback Machine) Napuštena željeznička postaja u Ličkoj Kaldrmi

|  | Portal Hrvatske – Pristup člancima s tematikom o Hrvatskoj. |